# Anna Maria Lena
Anna Mari Lena (em grego:  Άννα Μαρία Λένα) foi a canção cipriota no Festival Eurovisão da Canção 1984, interpretada em grego por Andy Paul, o autor da letra e da música da canção que foi orquestrada por Pierre Cao.
A canção cipriota foi a sétima a ser interpretada na noite do evento, depois da canção britânica "Love Games interpretada pela banda Belle and the Devotions e antes da canção belga "Avanti la vie" interpretada por Jacques Zegers'. Após concluída a votação, a canção recebeu um total de 31 pontos e classificou-se em 15º lugar, entre 19 países participantes.
A canção é uma balada romântica dirigida à rapariga do título da canção, com Paul a cantar: " O teu nome é tudo o que Eu canto, Anna".